# Platyseiella longicervicalis
Platyseiella longicervicalis är en spindeldjursart som först beskrevs av Moraes och Denmark 1989.  Platyseiella longicervicalis ingår i släktet Platyseiella och familjen Phytoseiidae. Inga underarter finns listade i Catalogue of Life.